# Daniel Dindo
Daniel Dindo (* 14. Februar 1972 in Zürich) ist ein Schweizer Chirurg und Spezialist auf dem Gebiet der Erkrankungen des Mastdarms (Proktologie).

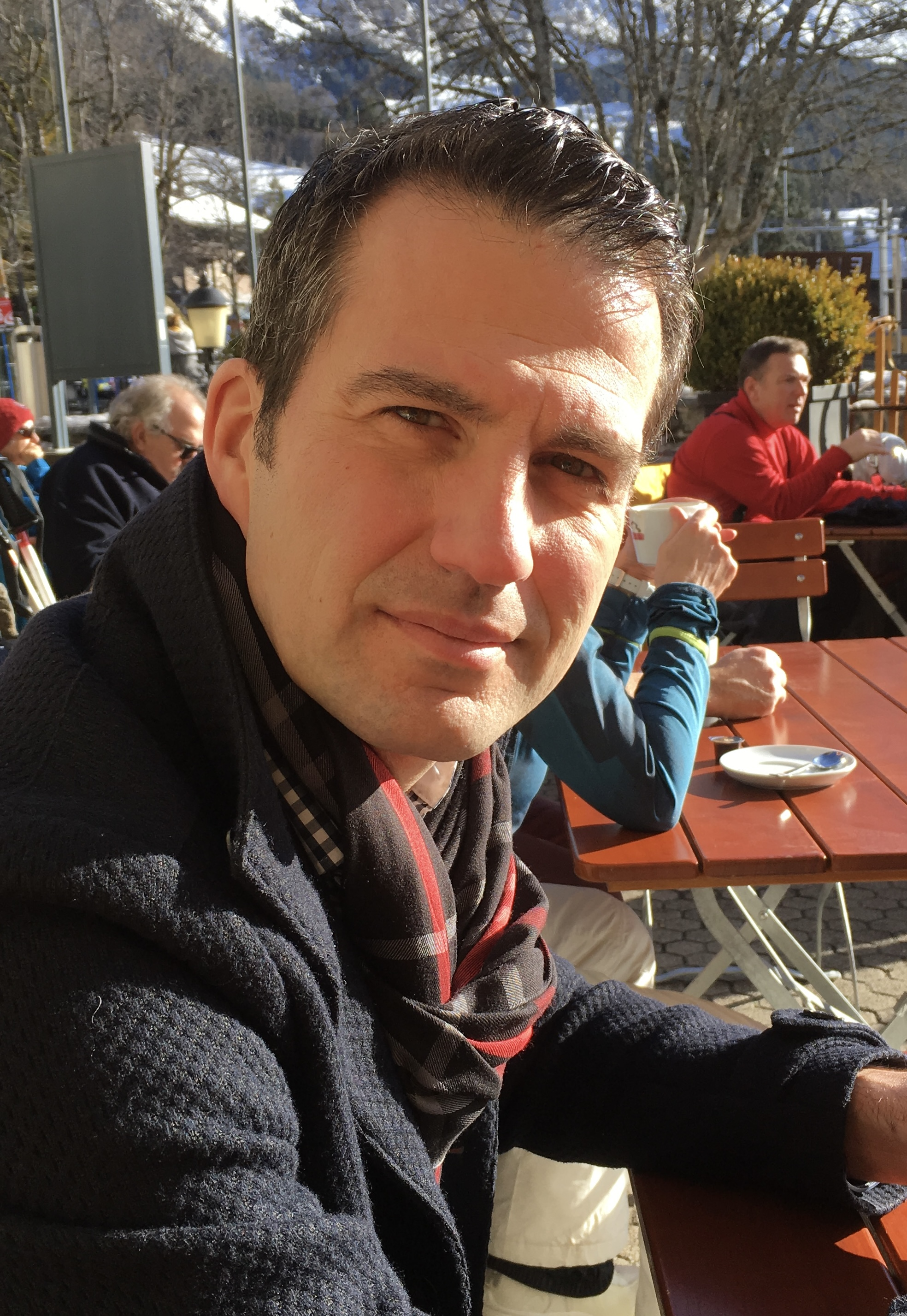
Daniel Dindo (2018)

## Leben
Daniel Dindo wuchs zusammen mit seinen Eltern und seinem vier Jahre älteren Bruder in Feldmeilen am Zürichsee auf.
Nach der Matura im Jahr 1991 an der Kantonsschule Rämibühl in Zürich studierte Dindo von 1991 bis 1997 an der Universität Zürich Medizin. Im Jahr 1997 absolvierte er das Amerikanische Staatsexamen (USMLE). Nach dem Studium arbeitete er zuerst von 1998 bis 2003 am Universitätsspital Zürich.
Nach einem kurzen Unterbruch im Jahr 2004, in dem er als Assistenzarzt im Spital Männedorf tätig war, kehrte er im Jahr 2005 wieder an das Universitätsspital Zürich zurück. Von 2006 bis 2011 war Dindo als Oberarzt in der Klinik für Viszeral- und Transplantationschirurgie tätig. 2007 wurde er zum klinischen Assistenzprofessor ernannt. Im Jahr 2011 erhielt er den Titel des Privatdozenten der Medizinischen Fakultät an der Universität Zürich. Von 2012 bis 2014 war er Leitender Arzt für Viszeral-, Gefäss- und Thoraxchirurgie im Stadtspital Triemli. Seit 2015 ist Daniel Dindo Partner des Chirurgischen Zentrums Zürich in der Klinik Hirslanden und zudem Inhaber seiner Arztpraxis Proctomed, einem unabhängigen Teil des Chirurgischen Zentrums Zürich.
Dindo ist Erstautor der Clavien-Dindo-Klassifikation, die er zusammen mit dem Viszeralchirurgen Pierre-Alain Clavien 2004 veröffentlichte. Diese Klassifikation erfasst postoperative Komplikationen. Die Therapie, die zur Behebung einer bestimmten Komplikation eingesetzt wird, bildet die Grundlage dieser Klassifizierung, um eine Komplikation objektiv und reproduzierbar einzustufen. Diese Klassifikation ermöglicht auch das objektive Vergleichen von Resultaten bzw. der Qualität medizinischer Leistungen zwischen verschiedenen Spitälern und verschiedenen Therapien. Das Erfassen der Komplikationen nach dieser Klassifizierung ist in vielen Ländern für eine Vielzahl chirurgischer Eingriffe Pflicht. Mit über 27'000 Nennungen zählt die Clavien-Dindo-Klassifikation bis heute zu den am häufigsten zitierten medizinisch-wissenschaftlichen Arbeiten überhaupt.
Dindo ist verheiratet und lebt mit seiner Frau und seinen beiden Kindern in Zürich, Schweiz.

## Ernennungen und Zertifikate
- Ernennung zum klinischen Assistenzprofessor, Universitätsspital Zürich 2007
- Europäischer Facharzt für Koloproktologie 2008
- Nationaler Repräsentant der Europäischen Gesellschaft für Koloproktologie 2010–2013
- Ernennung zum Privatdozent der Medizinischen Fakultät, Universität Zürich 2011
- Vizepräsident der Schweizerischen Gesellschaft für sakrale Neuromodulation  2012–2016
- Präsident der Schweizerischen Arbeitsgruppe für Koloproktologie 2015/2016
- Verleihung Siegel, Leading Medicine Guide 2022[4]

## Mitgliedschaften
- Europäische Gesellschaft für Koloproktologie (EBSQ)
- Schweizerische Arbeitsgruppe für Koloproktologie
- Schweizerische Arbeitsgruppe für Sakrale Nervenstimulation (SSSNM)
- Schweizerische Gesellschaft für Chirurgie (SGC)
- Schweizerische Ärztegesellschaft (FMH)
- Schweizerische Gesellschaft für Viszeralchirurgie (SGVS)
- Dachverband der invasiv-tätigen Ärzte der Schweiz (FMCH)